# Dubona
Dubona (Servisch cyrillisch Дубона) is een plaats in de Servische gemeente Mladenovac. De plaats telt 1139 inwoners (2002).